# Ortúkides
Els artúqides o dinastia artúqida (àrab: الأراتقة, al-arātiqa o الأرتقيون, al-artuqiyyūn o بنو أرتق, Banū Artuq; turc: Artuklu Beyliği, Artuklular, pl. Artukoğulları; turcman: Artykly begligi, Artykogullary; àzeri: Artuklu bəyliyi, Artıqlılar), també anomenats ortúkides, artúkides, urtúkides, ortòkides, artúquides, urtúquides i ortòquides, foren una dinastia turcmana que va governar el Diyar Bakr del final del segle xi al començament del segle xv.

## Fundació
La dinastia fou fundada per Ortuk ibn Ekseb que, al servei de Tútuix I, sultà a Damasc, va rebre el govern de Palestina el 1086 i va morir vers el 1091.
Va deixar dos fills, Sukman I i Ilghazi I, que van lluitar a la Djazira al servei de Tútuix I contra els nebots d'aquest (1092-1095) i a la mort del sultà el 1095 van donar suport al seu fill Rudwan d'Alep, contra l'altra fill Dukak de Damasc. Poc després, el 1096/1097, van perdre Jerusalem enfront del visir fatimita al-Àfdal ibn Badr al-Jamalí Shahanshah (que després la va perdre el 1099 davant els croats). Ilghazi va entrar llavors al servei de Muhàmmad, fill de Màlik-Xah, en contra del seu germà Barkyaruq. Muhàmmad el va nomenar governador de l'Iraq però la majoria dels seus turcmans estaven establerts al Diyar Bakr on el seu germà Sukman es va apoderar el 1097 de Sarudj, mentre un nebot (Yakuti ibn Alpyaruk) ocupava Mardin; Sukman fou expulsat del Sarudj pels croats el mateix 1097 però va aconseguir la possessió d'Hisn Kayfa el 1101 amb el control d'algunes comarques més al nord, a més d'heretar Mardin que havia passat a Ali ibn Yakuti). El 1104 va capturar en una batalla prop d'Haran el comte Balduí d'Edessa. Va morir vers el 1105.
Després de la mort de Barkyaruq que va deixar sol al tron a Muhàmmad, els partidaris del primer van demanar ajut a Kilij Arslan de Rum que va envair el Diyar Bakr. Muhàmmad va enviar a la zona a Ilghazi, el seu general i germà de Sukman, que junt amb altres generals va derrotar Kilidj Arslan el 1107. El 1108 va adquirir Mardin que ara estava en mans d'Ibrahim, fill de Sukman (l'altra fill, Rukn al-Dawla Daud va conservar Hisn Kayfa).
Altres caps turcmans havien format senyories a Amida, Akhlat, Arzèn i alguns altres llocs i el sultà seljúcida Muhàmmad va intentar la seva unió per combatre els francs, però no va ser possible: Ilghazi es va enfrontar amb el senyor d'Akhlat, anomenat també Sukman (com el germà ja difunt d'Ilghazi), que va morir el 1110. Ilghazi va evitar des de llavors participar en les expedicions seljúcides contra els croats. El 1114 va organitzar una coalició contra el governador seljúcida de Mossul Ak Sunkur al-Bursuki i el va derrotar, però temorós d'una revenja de Muhàmmad, va anar a Síria i va fer aliança amb Dhàhir-ad-Din Tughtikín, atabeg de Damasc, i amb el principat d'Antioquia.
Els francs van derrotar l'exèrcit seljúcida enviat contra Ilghazi i el van salvar. Muhàmmad va morir el 1118 i Ilghazi es va apoderar llavor de la darrera fortalesa seljúcida al Diyar Bakr, Mayyafarikin. Poc després Alep, amenaçada pels francs i les divisions internes, el va cridar per assolir el poder tot i que els notables eren reticents a aquesta mesura; d'acord amb Tughtikín va acceptar el 1118 i fou proclamat senyor d'Alep; el 1119 va derrotar els francs d'Antioquia que atacaven Alep, però com que la seva força era al Diyar Bakr i la victòria havia provocat la reacció de la resta de senyors croats, va signar la pau; després apareix el seu nebot Badr al-Dawla Sulayman (fill d'Abd al-Djabar, germà d'Ilghazi) com a senyor d'Alep, de la que probablement era el governador després que el fill Sulayman s'hi hagués revoltat breument sense èxit vers 1121/1222)
El 1121 fou cridat pel sultà seljúcida per lluitar contra els georgians; un exèrcit de 300.000 homes sota el comandament del governador de Bagdad Nadjm ed-Din al-Ghazi i en el qual estava Ilghazi, va marxar cap al regne caucàsic, hi va entrar i va acampar a Tsalka, a Manglissi-Trialèthia; els georgians eren poc més de 50000 entre ells 200 cavallers croats europeus; la batalla es va lliurar a Didgori el 12 d'agost de 1121 i David IV va obtenir un gran triomf. Aquesta derrota però fou compartida i no va afectar el prestigi d'Ilghazi que va morir el 1122. El van succeir els seus fill Husam al-Din Timurtash a Mardin, i Shams al-Dawla Sulayman a Mayyafarikin.
El cosí d'aquestos dos, Nur al-Dawla Balak (fill de Bahram, germà d'Ilghazi) havia format a partir del 1113 un principat del que va establir la capital a Khartpert vers el 1115. A més era el tutor del seljúcida de Malatya, un menor d'edat. El 1120 v a derrotar el comte d'Edessa Jocelin aliat a l'emir danishmèndida de Sivas Gümüshtegin, a l'emir d'Erzindjan Ibn Mangudjak, i al governador romà d'Orient de Trebisonda general Gavras; després, lluitant al servei d'Ilghazi I, va capturar a Jocelin en una batalla el 1122. Ilghazi I va morir poc temps després i Balduí II de Jerusalem (i abans comte d'Edessa) va pujar a la zona de l'Eufrates per ajudar els franco-armenis contra l'amenaça, però també el va derrotar el 1123. Llavors va agafar el govern d'Alep, en mans del seu cosí Badr al-Dawla Sulayman però va morir el 1124 durant el setge de Manbidj, i Alep es va perdre poc després per la dinastia. A Khartpert el va succeir el seu cosí Rukn al-Dawla Daud d'Hisn Kayfa.

## Les branques
Shams al-Dawla Sulayman de Mayyafarikin va morir el novembre del 1130 i el va heretar el seu germà Husam al-Din Timurtash de Mardin. Així es van formar les dues branques principals: Mardin-Mayyafarikin i Khartpert-Hisn Kayfa dividida en les de Khartpert i la Hisn Kayfa (amb Amida). El 1127 Imad-ad-Din Zengi s'havia apoderat de Mossul i el 1128 d'Alep, i Timurtash va esdevenir el seu vassall i aliat en contra de Daud amb el qual estava enemistat per afers familiars.
El 1133 Timurtash i Zengi van atacar Amida, on regnava un príncep protegit de Daud (Inàlides 1109-1142, extinta el 1183). Aquest va consolidar però la seva posició i va absorbir les petites senyories veïnes, especialment a l'est de Hisn Kayfa, i va fer una expedició a Geòrgia, però finalment Zengi va poder conquerir el Buhtan i alguns districtes, i el 1144 Zengi dominava una zona que separava Hisn Kayfa de Khartpert. El 1144 Daud va morir i el va succeir el seu fill Kara Arslan, que va seguir enfrontat a Zengi i va buscar l'aliança amb el comtat d'Edessa, al que abans havia combatut, però aquell mateix Edessa fou conquerida per Zengi. Aquest va morir el 1146 i Kara Arslan va poder respirar. Llavors es va entendre amb Timurtash per un repartiment del Diyar Bakr.
A Zengi el va succeir a Alep Nur al-Din i altres parents a Mossul, els quals van estar sota la tutela o control de Nur al-Din. Aquest, per lluitar contra els francs, va buscar l'aliança dels ortúkides, als que va reconèixer les seves possessions i va cedir la part del comtat d'Edessa al nord de l'Eufrates. Nur al-Din va tenir bones relacions amb Kara Arslan i per això Kadjm al-Din Alpi, fill i successor de Timurtash, va voler assegurar la seva posició amb una aliança amb el Shah-i-Armin d'Akhlat; a canvi d'aliança d'aquest va haver de participar en el setge d'Ani de 1161 contra Jordi III de Geòrgia. Kara Arslan va intentar el 1163 conquerir Amida als Inàlides i els seus visirs Nisànides (1142-1183), però un atac de l'emir de Danishmend ho va impedir. Però un temps després el fill de Kara Arslan, Nur al-Din Muhàmmad, en cooperació amb Nur al-Din d'Alep, va ajudar els danishmèndides amenaçats pels seljúcides de Konya o Rum. Quan Nur al-Din va morir el 1174 es pot considerar que els ortúkides eren uns simples vassalls.

## Vassalls aiúbides
Inicialment els ortúkides van donar suport als zengites de Mesopotàmia (Mossul) però Nur al-Din Muhàmmad d'Hisn Kayfa i Khartpert aviat es va adonar que era més convenient donar suport a Saladí, que dominava Egipte i s'estava apoderant dels dominis zengites a Síria. Saladí en premi, va ocupar Amida (1183) i la va cedir en feu a Muhàmmad, que s'hi va traslladar. Mort Muhàmmad el 1185 els seus dominis es van repartir entre el seu fill Kutb al-Din Sukman II, que va governar a Amida i Hisn Kayfa, i Imad al Din Abu Bakr, germà del difunt, que va governar a Khartpert. Quasi al mateix temps la mort dels prínceps de Mardin-Mayyafarikin (Kutb al-Din Ilghazi II, fill i successor d'Alpi el 1176, al que va succeir el seu fill Yavlak Arsan el 1184), d'Akhlat (Shah-i-Armin) i dels zengites de Mossul va deixar al front d'aquestos territoris a menors d'edat. La debilitat dels ortúkides va afavorir el reconeixement de l'autoritat superior de Saladí. El 1185 Saladí va imposar la seva autoritat i va ocupar Mayyafarikin (però va deixar Mardin a Yavlak Arslan que la va governar fins al 1201). Els aiúbides van dominar Akhlat el 1207.
Contra al-Kamil d'Egipte els ortúkides es van fer vassalls del sultà de Rum o Konya que havia iniciat una expansió cap a l'est, i després (vers 1225) del xa de Coràsmia Djalal al-Din Manguberti, que s'havia apoderat de Tabriz i que el 1229 es va apoderar d'Akhlat que fou assolada. En revenja els seljúcides de Konya els va arrabassar les possessions al nord de l'Eufrates, i després al-Kamil els va arrabassar Amida i Hisn Kayfa (1232-1233). L'emir ortúkida de Kharpert va participar com a vassall d'al-Kamil en la batalla contra els seljúcides de Konya el 1234, i vencedors aquestos darrers, Khartpert fou ocupada. Només va restar la branca de Mardin.

## Vassals Il-khànides
El 1260 el príncep de Mardin al-Malik al-Said va aguantar un llarg setge dels mongols. La seva mort va salvar a la dinastia, ja que el seu fill al-Muzaffar es va sotmetre a Hulagu que li va acceptar l'homenatge i el va mantenir com a feudatari. Els ortúkides es van comportar en endavant com a fidels vassalls i van abandonar el títol de sultà. En alguns moments van estendre la seva autoritat a Amida, i se sap que van recuperar Mayyafarikin, Isird i la zona del Khabur, per concessió dels Il-kan, però no Hisn Kayfa ni Arzan. El 1334 apareixen en guerra contra els aiúbides d'Hisn Kayfa en la qual van sortir malparats i van perdre les seves possessions a l'esquerra del Tigris. Van trampejar la situació entre Mamelucs, Djalayàrides i Kara Koyunlu.

## Fi de la dinastia
A finals del segle xiv es va produir la invasió de Tamerlà; Al-Zahir Isa de Mardin, del que Tamerlà sospitava que simpatitzava amb els mamelucs, va veure els seus dominis saquejats; a la mort de Tamerlà els Ak Koyunlu van intentar conquerir el principat de Mardin. El 1406 al-Zahir va morir defensant inútilment Amida que va passar als Ak Koyunlu. El 1409 el seu successor al-Salih va cedir Mardin a Kara Yusuf l'emir dels Kara Koyunlu acabant així la dinastia.

## Monuments i símbol
Alguns monuments es poden atribuir a aquesta dinastia: les muralles de Diyarbakir, la porta d'Urfa i dues torres properes (Ulu Beden i Yedi Kardeş) construïdes el 1208. L'estació de caravanes de Mardin i els ponts de Malabadi i de Hasankeyf (1116) són altres obres seves. Obres religioses són la gran mesquita de Mardin (segle xii) i la de Dunaysir (moderna Kiziltepe) construïda vers 1200 i acabada després del 1204.
El símbol dinàstic era una àliga amb dos caps

## Genealogia dels Ortúkides
- Ortuk ibn Ekseb
  - Muin al-Din Sukman I de Hisn Kayfa (1101-1105) i Mardin (1105)
    - Ibraim de Mardin (1105-1109)
    - Rukn al-Dawla Daud de Hisn Kayfa (1107-1144) i de Khartpert (1124-1144)
      - Kara Arslan de Hisn Kayfa i de Khartpert (1144-1174)
        - Nur-ad-Din Muhàmmad de Hisn Kayfa i de Khartpert (1174-1185) d'Amida (1183-1185)
          - Kutb al-Din Sukman II de Hisn Kayfa i Amida (1185-1200)
          - Nasir al-Din Mahmud de Hisn Kayfa i Amida (1200-1222)
            - Rukn al-Dun Mawdud de Hisn Kayfa i Amida (1222-1232)
              - Masud d'Hisn Kayfa (1232-1233)

        - Imad al-Din Abu Bakr de Khartpert (1185-1203)
          - Nizam al-Din Ibrahim de Khartpert (1203-1223)
            - Ahmad al-Khidr de Khartpert (1223-1234)
              - Nur al-Din Arturkshah de Khartpert (1234)

  - Nadj al-Din Ilghazi I de Mardin (1109-1122) i Mayyafarikin (1118-1122) d'Alep (1118-1122)
    - Husham al-Din Timurtash de Mardin (1122-1152), Mayyafarikin (1130-1152) i Alep (1124-1125)
      - Nadjm al-Din Alpi I de Mardin i Mayyafarikin (1152-1176)
        - Kutb al-Din Ilghazi II de Mardin i Mayyafarikin (1176-1184)
          - Yawlak Arslan de Mardin i Mayyafarikin (1184-1185), només a Mardin (1185-1201)
            - Nadjm al-Din Ghazi al-Said de Mardin (1239-1260)
              - Kara Arslan al-Mizaffar de Mardin (1260-1292)
                - Shams al-Din Daud al-Said de Mardin (1292-1294)
                - Nadjm al-Din Ghazi al-Mansur de Mardin (1294-1312)
                  - Imad al-Din Ali Alpi II de Mardin (1312)
                  - Shams al-Din Mahmud al-Salih de Mardin (1312-1364) (adquireix Mayyafarikin i Amida entre d'altres)
                    - Husam al-Din Ahmad al-Mansur de Mardin, Mayyafarikin i Amida (1364-1368)
                      - Shams al-Din Mahmud al-Salih de Mardin, Mayyafarikin i Amida (1368)

                    - Al-Muzaffar Daud de Mardin, Mayyafarikin i Amida (1368-1376)
                      - Nadjm al-Din Isa al-Zahir de Mardin, Mayyafarikin i Amida (1376-1406)
                      - Salih ibn Daud de Mardin (1406-1409), cedeix Mardin als Kara Koyunlu

          - Nasir al-Din Artuk Arslan de Mardin (1201-1239)

    - Shams al Dawla Sulayman de Mayyafarikin (1122-1130)

  - Bharam
    - Nur al-Dawla Balak de Khartpert 1113-1124 (d'Alep 1123-1124)

  - Abd al-Djabar
    - Badr al Dawlah Sulayman d'Alep 1122-1123

  - Alpyaruk
    - Yakuti de Mardin 1097-?
      - Ali ibn Yakuti de Mardin ?-1105